# Estación de Lyon-Saint-Exupéry TGV

El TGV en 2017. En azul las líneas de alta velocidad en Francia (rojo fuera). En negro velocidad normal.

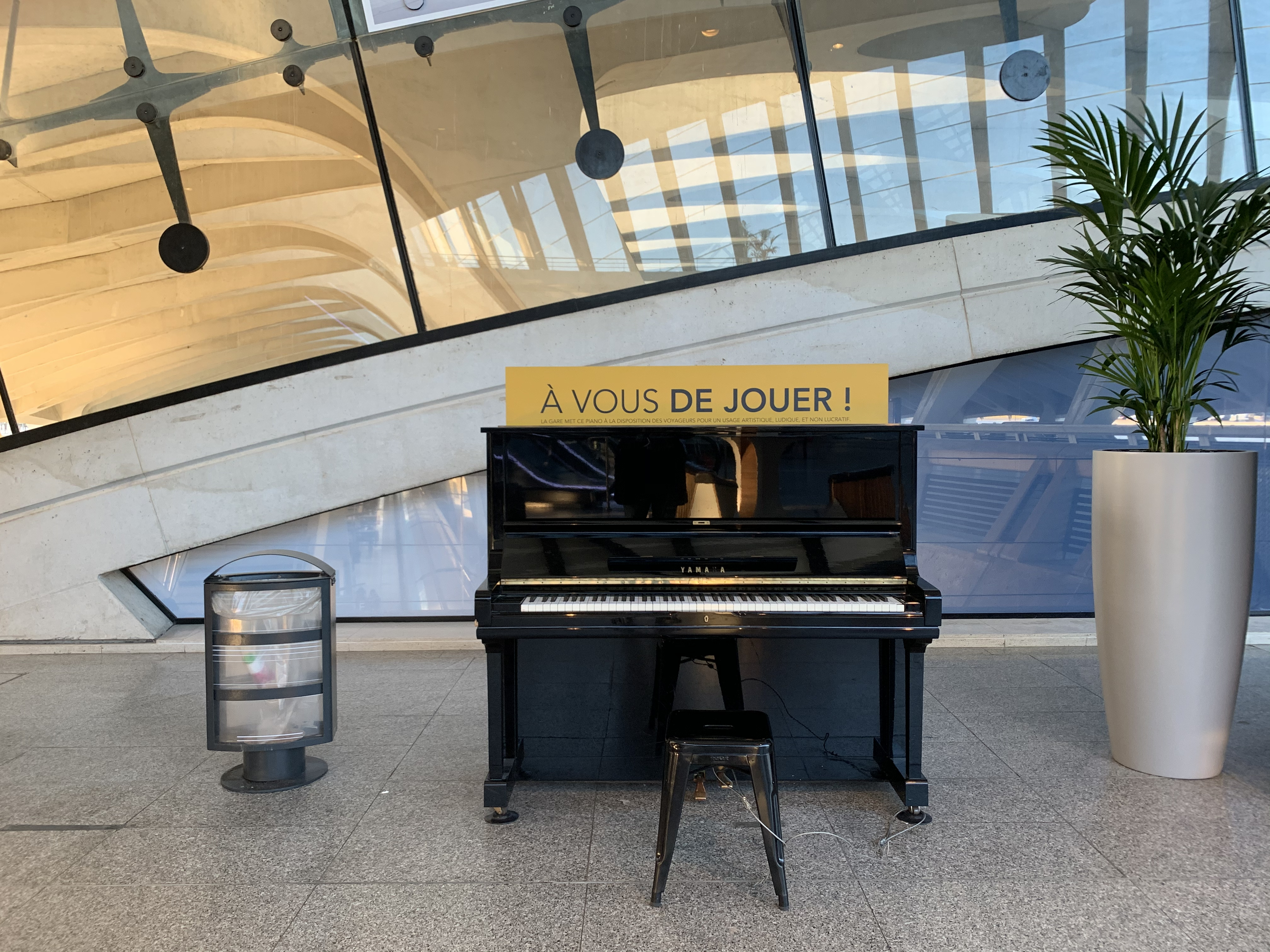
Piano libre

La estación de Lyon-Saint-Exupéry, inicialmente llamada estación de Satolas, es una de las siete estaciones ferroviaria de la ciudad de Lyon. Es la única situada fuera del centro urbano ya que se encuentra a escasos 20 kilómetros al este sobre el trazado de la línea de Alta Velocidad Rodano-Alpes y conectada directamente con el Aeropuerto de Lyon Saint-Exupéry.
Es obra del arquitecto español Santiago Calatrava. 

## Historia
La estación fue inaugurada el 3 de julio de 1994 tras la puesta en marcha de un tramo de alta velocidad de 115 kilómetros que unía  Montanay con Saint-Marcel-lès-Valence.

## Descripción
El edificio de la estación Saint-Exupéry está realizado principalmente en hormigón y acero y fue diseñado por el arquitecto español Santiago Calatrava. Su coste fue de 750 millones de francos franceses.
La estación cuenta con seis vías. Las dos centrales se encuentra aisladas para permitir el paso de los trenes que no se detienen a 300 km/h.
A cada lado se encuentran dos plataformas de 500 m de largo con dos vías cada una. Sobre las dos vías centrales y por encima del nivel de las plataformas se encuentra el vestíbulo de las estación de 300 m de largo desde el cual se accede a ambas plataformas.

## Servicios ferroviarios

### Alta Velocidad
La estación solamente ofrece tráfico de alta velocidad. Abarcando las siguientes ciudades:
- Línea París ↔ Milán. Tren Artésia.
- Línea París ↔ Annecy. Tren TGV.
- Línea París ↔ Grenoble. Tren TGV.
- Línea París ↔ Aviñón / Miramas. Tren TGV.

## Conexiones
La estación está conectada con el Aeropuerto Lyon-Saint Exupéry a través de un puente peatonal equipado de caminos móviles. El aeropuerto fue el primero en ser servido por una estación ferroviaria de alta velocidad. Según datos de 2002 aproximadamente 800 pasajeros utilizaban diariamente la estación de los cuales el 10% también utilizaba el aeropuerto.
Lamentablemente esta proximidad con el aeropuerto y la lejanía del centro de la ciudad no ha ayudado a la estación que es poco usada. Los pasajeros prefieren utilizar las estaciones de Lyon-Perrache y Lyon-Part-Dieu. 
Para remediar en parte estos problemas, desde el 9 de agosto de 2010, el Rhônexpress, una modalidad de tren-tranvía une el centro de Lyon con el aeropuerto de Lyon-Saint Exupéry.